# Sergio Alpron
Sergio Alpron (Verona, 24 aprile 1910 – Savona, 31 marzo 1944) è stato un partigiano italiano.

## Biografia
Nasce a Verona il 24 aprile 1910, secondogenito, dopo Giorgio, di Antenore Alpron e Mary Basevi. Di professione rappresentante di commercio, risiede con la famiglia a Sestri Ponente, in provincia di Genova. Essendo di famiglia ebrea, per sfuggire alle persecuzioni razziali cambia il suo nome in Giovanni Gabbia. Nel 1940 entra a far parte del Partito Comunista.
Dopo l'8 settembre 1943 prende parte alla lotta di liberazione quale membro dell'organizzazione comunista clandestina cominciando con l'organizzare il recupero e l'occultamento di armi abbandonate dai militari dell’esercito italiano. Ottiene poi il comando di un GAP (Gruppo di Azione Patriottica) e partecipa a numerose azioni tra le quali un attacco ad un reparto tedesco nelle strade di Sestri. Il combattimento vede la vittoria del GAP, riuscendo a mettere in fuga un intero reparto nazista. Dopo questa impresa, individuato dalla polizia fascista, è costretto a lasciare la città.
Trova rifugio nei dintorni di Nizza Monferrato dove si unisce alle formazioni partigiane locali e diventa il comandante militare della zona di Garessio.

### La morte
In missione ad Albenga (Savona), il 20 gennaio 1944 è catturato dai militi della 54ª Brigata Nera Briatore e portato nel riformatorio di Cairo Montenotte, dove viene torturato. Condannato a morte dal tribunale delle SS a Savona, viene fucilato il 31 marzo 1944 alla fortezza Ex-Priamar assieme ad altri due partigiani (verosimilmente Dante Grassini e Angelo Litoideo), da un plotone di militi fascisti.
Il suo nome rimane legato alla 346ª Brigata SAP "Sergio Alpron", operante a Sestri Ponente.

### Lettera ai Familiari
Adorati sono le mie ultime parole cercate di consolarvi e non soffrir troppo della mia morte. Dal S.T. Medico Kodheli presso la 34º Legione a Savona potrete avere la mia roba. Baciatemi Giorgio Flora e Nanda e a voi il mio ultimo bacio. Sergio